# هیستامین تری‌فلوئورومتیل تولوئیدید
هیستامین تری‌فلوئورومتیل تولوئیدید (به انگلیسی: Histamine trifluoromethyl toluidide) با فرمول شیمیایی C۱۹H۲۵F۳N۴O یک ترکیب شیمیایی با شناسه پاب‌کم ۱۲۴۸۴۶ است. که جرم مولی آن ۳۸۲٫۴۲۳۲۱ g/mol می‌باشد. 